# Antoni Jasiński (1900–1956)
Antoni Jasiński pseud. Mucha, Iwan (ur. 16 stycznia 1900 w Kolnicy, zm. 21 lutego 1956 w Warszawie) – górnik, działacz polskiego i francuskiego ruchu komunistycznego.

## Życiorys
Skończył jednoklasową szkołę rosyjską, podczas I wojny światowej mieszkał w Odessie u stryja, w grudniu 1917 wrócił do kraju, w styczniu 1919 wstąpił do WP, w 1921 zdemobilizowany. Pracował przy budowie torów kolejowych, potem był robotnikiem kanalizacji w Warszawie, w lutym 1923 wyjechał do Francji i został górnikiem w departamencie Pas-de-Calais i Nord. Od 1926 działacz (jeden z najaktywniejszych) FPK i CGTU, uczestnik demonstracji górników domagających się poprawy ich warunków materialnych. W grudniu 1928 zagrożony deportacją udał się do Algierii, skąd wrócił do Francji w 1930, osiadł w Ales w departamencie Gard. Nadal działał w FPK i CGTU/CGT. W grudniu 1937 wyjechał do Hiszpanii i jako żołnierz Brygady im. J. Dąbrowskiego walczył od lutego 1938 w wojnie domowej na Froncie Estremadurskim, pod Belchitą, Leridą i nad Ebro, gdzie w sierpniu 1938 został ranny. Po wyjściu ze szpitala wrócił do Francji, gdzie od 1940 brał udział w ruchu oporu, a od 1943 walczył w Wolnych Strzelcach i Partyzantach Francuskich (FTPF), po wyzwoleniu Francji w 1944 wstąpił do 1 Armii Francuskiej, potem, w marcu 1945 wrócił do Ales, gdzie został wybrany prezesem Związku Polaków byłych Uczestników Ruchu Oporu. Od 1946 prezes Organizacji Pomocy Ojczyźnie i prezes Okręgowej Rady Narodowej, od 1947 na rencie inwalidzkiej. Jesienią 1948 współorganizował strajk górników, za co został aresztowany i uwięziony. W grudniu 1948 otrzymał nakaz opuszczenia Francji, wrócił do Polski i wstąpił w Warszawie do PZPR. Pracował m.in. w MO, spółdzielni i wydziale kadr AWF. Od 1955 na rencie dla zasłużonych. Był odznaczony Krzyżem Komandorskim Orderu Odrodzenia Polski i Krzyżem Walecznych.